# Centroscymnus
Centroscymnus és un gènere de taurons esqualiformes de la família Dalatiidae.

## Taxonomia
- Centroscymnus coelolepis
- Centroscymnus crepidater
- Centroscymnus cryptacanthus
- Centroscymnus macracanthus
- Centroscymnus owstoni
- Centroscymnus plunketi